# Sainte-Florence, Vendée

Sainte-Florence este o comună în departamentul Vendée, Franța. În 2009 avea o populație de 1,079 de locuitori.